# Sportowe ratownictwo wodne na Światowych Wojskowych Igrzyskach Sportowych 1999
Sportowe ratownictwo wodne na 2. Światowych Wojskowych Igrzyskach Sportowych – zawody ratownictwa sportowego dla sportowców-żołnierzy zorganizowane przez Międzynarodową Radę Sportu Wojskowego, które odbyły się w chorwackim Zagrzebiu w sierpniu 1999 roku podczas światowych igrzysk wojskowych.

## Medaliści

### Kobiety
| Konkurencja                            | Złoto        | Srebro       | Brąz        |
| -------------------------------------- | ------------ | ------------ | ----------- |
| Pływanie z przeszkodami na 200 m       | Shannon Goff | Connie Cann  | Chorwacja   |
| Ratowanie manekina na 50 m             | Austria      | Włochy       | Connie Cann |
| Ratowanie manekina w płetwach na 100 m | Chorwacja    | Shannon Goff | Chorwacja   |

### Mężczyźni
| Konkurencja                      | Złoto    | Srebro        | Brąz   |
| -------------------------------- | -------- | ------------- | ------ |
| Pływanie z przeszkodami na 200 m | Słowenia | Britton Smith | Włochy |